# Restitude d'Afrique
Restitude d'Afrique est une martyre chrétienne exécutée le 21 mai 304.

## Historique
Le 12 février 304, sous le règne de Dioclétien, dans la ville de Thinize maintenant Ras Jebel près de Carthage, 48 chrétiens sont arrêtés, dont Restitude. Ces quarante-huit « confesseurs de la foi » ne seront pas exécutés mais relâchés par le proconsul Anulin. Restitude et cinq compagnons (Dominicius, Severin, Pargoire, Parthée et Parthénopée) partent en mer depuis Carthage au mois de mars et arrivent à Calvi en Corse. Restitude la patricienne est alors reçue à a villa (Calenzana) chez les Caninii.

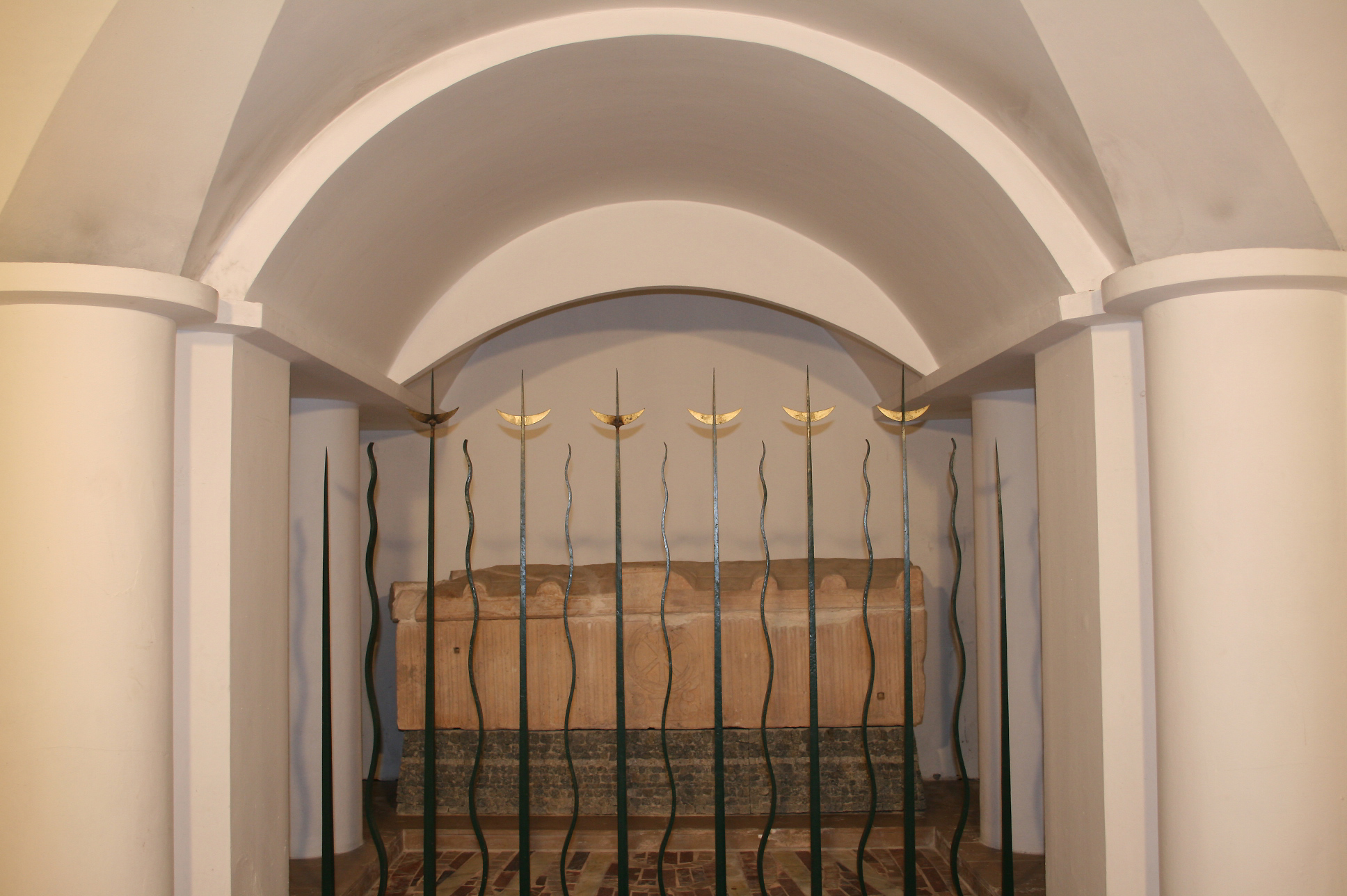
Calenzana, sarcophage de sainte Restitude.

En mai 304, le gouverneur Pyrrhus arrive à Calvi en tournée d'inspection et fait arrêter les six étrangers venus d'Afrique. Conduits à Calvi auprès du préfet ils reconnaissent qu'ils sont chrétiens et conformément à la loi alors en vigueur ils sont condamnés à mort et décapités sur place au lieu-dit Marana, le quartier du port de Calvi d'alors, le 21 mai 304.
En 305, Dioclétien abdique, en 324 Constantin est le maître de tout l'Empire romain et sous son règne l'Église chrétienne retrouve la liberté, avec les faveurs du pouvoir, et le culte des martyrs s'étale au grand jour.
Pour y déposer les restes de leurs martyrs, les chrétiens d'Olmia feront venir de Carrare un sarcophage. Ce denier est découvert en 1952 sous l'autel de la petite chapelle de sainte Restitude de Calenzana.